# Marco Koch
Marco Koch (Darmstadt, 1990. január 25. –) világ- és Európa-bajnok német úszó.

## Élete

### Pályafutása
A római úszó-világbajnokság 200 m mell középdöntőjében a 12. helyet szerezte meg, és ezzel elesett a döntőbe jutástól. A 2010-es margitszigeti úszó Európa-bajnokságon a 200 m mell döntőjében, 2:12.14-es időeredménnyel a 7. helyen végzett, majd október 30-án a rövid pályás úszó világkupa-sorozat berlini állomásán 200 méter mellen – 2:08.15-ös idővel – a harmadik helyet szerezte meg magának. Az eindhoveni rövid pályás EB-n – ugyancsak 200 méter mellen, 2:04.86-os idővel – elsőként csapott a célba, ezzel megszerezve magának az aranyérmet. 100 méter mellen már nem volt ilyen szerencsés, itt csak nyolcadik lett.
2013-ban, a herningi rövid pályás úszó-Európa-bajnokságon, a 100 méteres férfi mellúszás fináléjában – Gyurta Dániel mögött – 57,14-es időeredménnyel a második helyen végzett; ugyanakkor a férfi 200 méteres mellúszó szám döntője után besöpörhette a bronzérmet is.
2019-ben, a skóciai Glasgow-ban rendezett rövid pályás úszó-Európa-bajnokságon, két versenyszámban állt rajthoz, 100 és 200 méter mellen, ahol előbbiben 10. lett (57,76), míg utóbbi fináléjában bronzérmet szerzett 2:02,87-es idővel.